# Актау (Жанааркинський район)
Акта́у (каз. Ақтау) — село у складі Жанааркинського району Улитауської області Казахстану. Адміністративний центр Актауського сільського округу.
Населення — 474 особи (2021; 638 у 2009, 886 у 1999, 1156 у 1989).
Національний склад станом на 1989 рік:
- казахи — 100 %.